# Kanadai labdarúgó-szövetség
Kanadai labdarúgó-szövetség (angolul: Canadian Soccer Association)

## Történelme
A Dominion Football Association (Domíniumi Labdarúgó-szövetség) 1877-es és a Western Football Association (Nyugat-kanadai Labdarúgó-szövetség) (WFA) 1880-as megalakulása előfutára volt a mai Kanadai Labdarúgó-szövetség, 1912-ben történő létrejöttének. A Nemzetközi Labdarúgó-szövetség (FIFA) 1912 és az Észak- és Közép-amerikai, Karibi Labdarúgó-szövetségek Konföderációja (CONCACAF) tagja. A kanadai labdarúgás elfogadtatásának nehézségei közé tartozott, az ország nagy mérete miatti egységes szervezet kialakítása valamint a sportág háttérbe szorulása más észak-amerikai sportágakkal szemben (jégkorong, baseball, rögbi, kosárlabda, téli sportok). A nemzetközi kapcsolatok ápolásán túl irányítja a Kanadai labdarúgó-válogatott férfi, női ágát valamint a korosztályos válogatottak szakmai munkáját, versenyeztetését. A valódi nemzeti ligát 1987-ben hozták létre.